# کریستوف هارتینگ
کریستوف هارتینگ (آلمانی: Christoph Harting) ورزشکار آلمانی دو و میدانی و قهرمان المپیک ۲۰۱۶ ریو در مادهٔ پرتاب دیسک است. او برادر کوچک‌تر روبرت هارتینگ است.

## رقابت‌های بین‌المللی
| سال           | مسابقه                       | محل برگزاری   | مقام          | توضیحات       |
| نمایندهٔ آلمان | نمایندهٔ آلمان                | نمایندهٔ آلمان | نمایندهٔ آلمان | نمایندهٔ آلمان |
| ------------- | ---------------------------- | ------------- | ------------- | ------------- |
| ۲۰۱۱          | مسابقات زیر ۲۳ سال اروپا     | استراوا       | ۵ام           | ۵۸٫۶۵ متر     |
| ۲۰۱۳          | ۲۰۱۳ مسکو                    | مسکو          | ۱۳ام          | ۶۲٫۲۸ متر     |
| ۲۰۱۵          | ۲۰۱۵ پکن                     | پکن           | ۸ام           | ۶۳٫۹۴ متر     |
| ۲۰۱۶          | مسابقات قهرمانی اروپا        | آمستردام      | ۴ام           | ۶۵٫۱۳ متر     |
| ۲۰۱۶          | بازی‌های المپیک تابستانی ۲۰۱۶ | ریو دو ژانیرو | 1             | ۶۸٫۳۷ متر     |